# Arthur Tappan
Arthur Tappan (Northampton, 22 maggio 1786 – New Haven, 23 luglio 1865) è stato un imprenditore, filantropo e abolizionista statunitense; era fratello del senatore dell'Ohio Benjamin Tappan, dell'abolizionista Lewis Tappan e nipote del teologo della Harvard Divinity School Rev. Dr. David Tappan. Era inoltre il bisnonno di Thornton Wilder.

## Biografia

### Primi anni e formazione
Arthur nacque a Northampton, Massachusetts da Benjamin Tappan (1747-1831) e Sarah Homes Tappan (1748-1826), quest'ultima era una pronipote di Benjamin Franklin. Erano calvinisti devoti. Tappan si trasferì a Boston all'età di 15 anni. Nel 1807 avviò un'attività di commercio di prodotti essiccati a Portland, nel Maine.
Dopo la sua morte, Arthur fu descritto così dal suo amico e collaboratore educativo Theodore Dwight Weld, che lo definì uno dei “grandi benefattori” dell'umanità:

### Carriera
Nel 1826, un anno dopo il completamento del Canale Erie, Arthur e suo fratello Lewis si trasferirono a New York, il nuovo centro nazionale degli affari e del commercio al dettaglio, dove avviarono un'attività di importazione di seta. Nel 1827 i fratelli fondarono con Samuel Morse il New York Journal of Commerce.
Arthur e Lewis Tappan furono uomini d'affari di successo, ma il commercio non fu mai il loro interesse principale. Per loro fare soldi era meno importante che salvare le anime. Fecero del Journal of Commerce una pubblicazione priva di “pubblicità immorali”. La casa estiva di Arthur Tappan a New Haven, nel Connecticut, fu distrutta dalla folla nel 1831, insieme a un hotel e a una casa di neri, dopo il suo sostegno a una proposta sorprendentemente impopolare, New Haven Excitement, di un college per afroamericani in quella città. (Vedi Simeon Jocelyn).
Entrambi gli uomini subirono le rivolte anti-abolizioniste del 1834, durante le quali la folla attaccò le loro proprietà. Arthur Tappan fu uno dei due firmatari che rilasciarono una dichiarazione di non responsabilità a nome dell'American Antislavery Society, di cui era presidente, all'indomani dei disordini, sottolineando la sua dedizione all'abolizione della schiavitù nell'ambito delle leggi esistenti negli Stati Uniti.
"Nella grande crisi commerciale del 1837 subì perdite immense e non molto tempo dopo rivolse la sua attenzione ad altre occupazioni più tranquille, grazie alle quali ottenne un reddito soddisfacente per la sua famiglia e la possibilità di contribuire, anche se in misura molto ridotta, per tutta la sua lunga vita". I loro sforzi filantropici furono vanificati e le promesse non soddisfatte, i Tappan furono costretti a chiudere la loro attività di importazione di seta e quasi il loro giornale, ma i fratelli continuarono a perseverare. Negli anni Quaranta del XIX secolo, fondarono un'altra redditizia impresa commerciale aprendo il primo servizio di rating commerciale, l'Agenzia Mercantile, un predecessore della Dun & Bradstreet.

### Attività filantropica e abolizionista
I fratelli Tappan si affermarono nel commercio e nell'abolizionismo. Nel corso della loro carriera, i Tappan dedicarono tempo e denaro per cause filantropiche varie come la temperanza, l'abolizione della schiavitù e il sostegno a nuovi college in quello che allora era l'ovest del Paese: successivamente, l'Oneida Institute, il Lane Theological Seminary, il Lane Rebels a Cumminsville, Ohio, e l'Oberlin Collegiate Institute. Le loro convinzioni sull'osservanza dello Shabbat si estesero a campagne contro il servizio di diligenza e la consegna della posta la domenica.

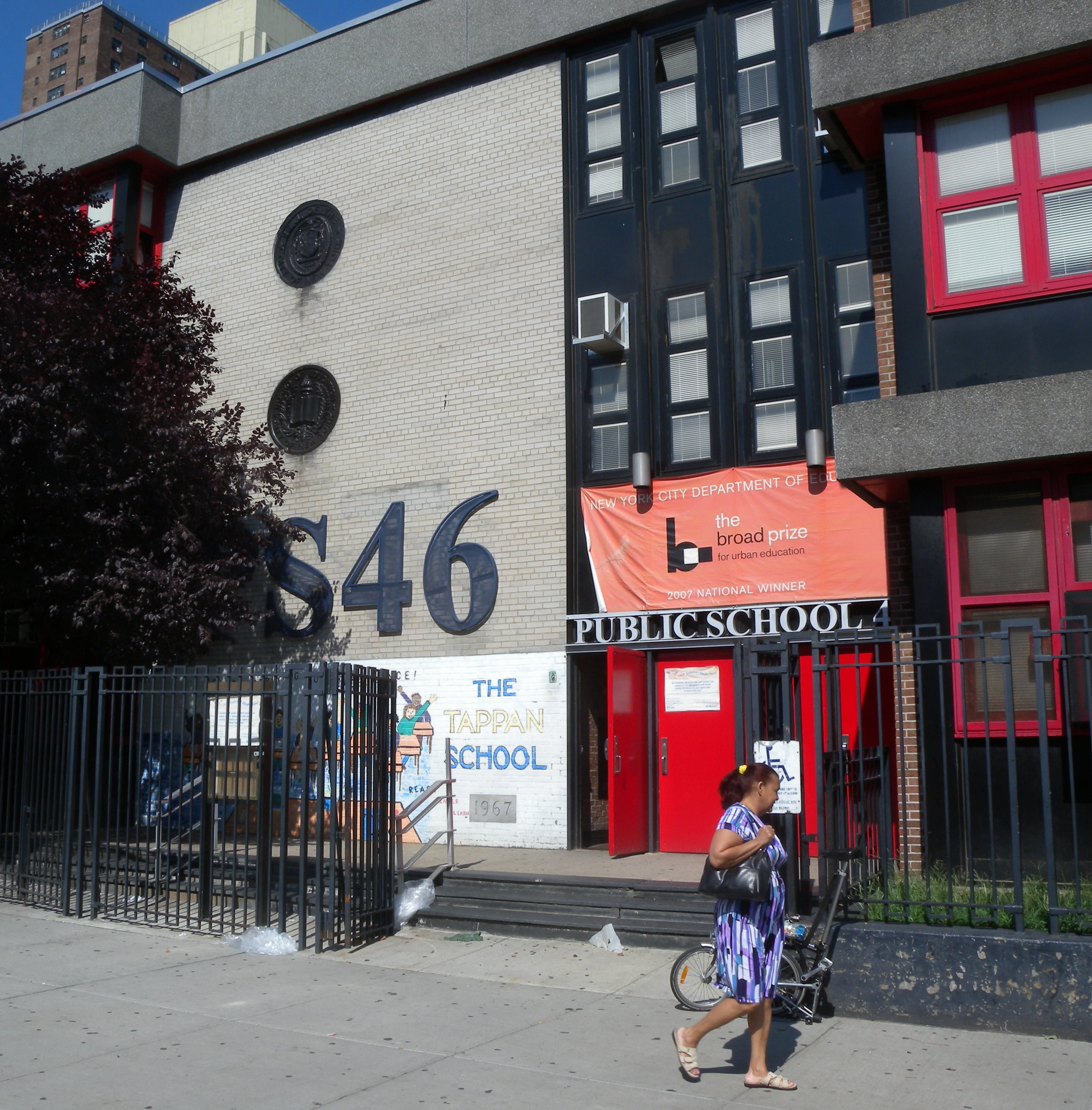
Scuola Arthur Tappan, Harlem

Nel 1833, mentre era proprietario del Journal of Commerce, Arthur Tappan si alleò con William Lloyd Garrison e cofondò l'American Antislavery Society. Arthur ne fu il primo presidente e nel 1835 ci fu una ricompensa di 20.000 dollari, equivalenti a 590.710 dollari nel 2023 per la sua cattura e consegna a New Orleans.
Si dimise nel 1840 a causa della sua opposizione al nuovo sostegno della società al suffragio femminile e al femminismo. Il loro sostegno iniziale all'Oberlin College, un centro di attività abolizionista, comprendeva 10.000 dollari per la costruzione della Tappan Hall. La verde Tappan Square di Oberlin occupa oggi il sito.
Continuando a sostenere l'abolizione, Arthur e suo fratello fondarono l'American and Foreign Anti-Slavery Society nel 1840 e l'American Missionary Association nel 1846. Dopo l'approvazione della Legge sugli schiavi fuggitivi, Tappan si rifiutò di rispettare la nuova legge e donò denaro alla Underground Railroad. Le posizioni dei fratelli sulla questione della schiavitù non erano universalmente popolari. All'inizio del luglio 1834, la casa di Lewis Tappan a New York fu saccheggiata da una folla che gettò i suoi mobili in strada e li bruciò.
I Tappan e il Journal of Commerce si attirarono aspre critiche per la loro campagna di liberazione degli africani che si erano impadroniti della nave schiavista Amistad nel 1839. Il New York Morning Herald, giornale rivale di James Gordon Bennett Sr., denunciò ”le dottrine umilianti degli abolizionisti e i miserabili fanatici che le propagano”, in particolare Lewis Tappan e il Journal of Commerce.
Arthur Tappan morì nel 1865, Lewis nel 1873. Entrambi vissero abbastanza a lungo da vedere il Proclama di Emancipazione e il XIII Emendamento che eliminarono la schiavitù negli Stati Uniti, garantendo la libertà a milioni di afroamericani. Arthur è sepolto nel cimitero di Grove Street, a New Haven.

## Scritti
- (EN) Arthur Tappan, Address to the people of color in the City of New York. By members of the Executive Committee of the American Anti-Slavery Society, New York, 1834.
- (EN) Arthur Tappan, Address to the friends of liberty, New York, American and Foreign Anti-Slavery Society, 1848.